# Gymnopternus debilis
Gymnopternus debilis är en tvåvingeart som beskrevs av Friedrich Hermann Loew 1861. Gymnopternus debilis ingår i släktet Gymnopternus och familjen styltflugor. Inga underarter finns listade i Catalogue of Life.